# Поездки русских князей в Орду
Поездки русских князей в Орду  — поездки в XIII—XV веках русских князей в Каракорум ко двору каана Монгольской империи и в Сарай ко двору хана Улуса Джучи (Золотой Орды). Поездки были вызваны вассальной зависимостью русских князей от хана Улуса Джучи.
Военное поражение, понесённое русскими княжествами во время вторжения монголов в 1237—1241 годах привело к их присоединенные к Монгольской империи. Русские земли вошли в состав улуса Джучи на вассальных правах. Русские княжества оказались непосредственно вовлечены в сферу политического влияния Орды. Пребывание при дворе ордынского хана представляло собой важный элемент политической жизни русских князей в XIII—XV веках.
Подавляющее большинство поездок к ордынскому двору совершили лишь великие князья соответствующих княжеств либо ближайшие претенденты на великокняжеский титул. Наибольшее количество поездок в Орду русских князей фиксируется в 1330—1340 годах — в последние годы правления хана Узбека и первые годы пребывания на престоле Джанибека.
За двести с небольшим лет (1242—1445 года) 99 князей и три княгини в общей сложности совершили 249 поездок. В среднем каждый князь за свою жизнь совершал 2,5 поездки в Орду, причем среднее время поездки в Орду и пребывания в ставке хана составляло около полугода. До полутора лет занимала только дорога в столицу Монгольской империи Каракорум и обратно. За период ордынского владычества по решению ханского суда было казнено 11 русских князей. Больше всех времени в Орде провели князья Нижегородско-Суздальского дома Василий Дмитриевич Кирдяпа и его брат Семён Дмитриевич — 7 и 9,25 лет соответственно.
С началом XV века в Орде наблюдается резкое понижение количества поездок русских князей к ордынскому двору. Это обстоятельство находится в прямой связи с ослаблением центральной ханской власти.

## Перечень русских князей, посещавших Орду
Хронологический и именной перечень русских князей, посещавших Орду с 1243 по 1431 год.
- 1243 — Ярослав Всеволодович Владимирский, Константин Ярославич (в Каракорум).
- 1244—1245 — Владимир Константинович Углицкий, Борис Василькович Ростовский, Глеб Василькович Белозёрский, Василий Всеволодович, Святослав Всеволодович Суздальский, Иван Всеволодович Стародубский.
- 1245—1246 — Даниил Галицкий.
- 1246 — Михаил Черниговский (убит в Орде).
- 1246 — Ярослав Всеволодович (в Каракорум на интронизацию Гуюка) (отравлен).
- 1247—1249 — Андрей Ярославич, Александр Ярославич Невский в Золотую Орду, оттуда в Каракорум (наследство).
- 1249 — Глеб Василькович Белозёрский
- 1252 — Александр Ярославич Невский.
- 1256 — Борис Василькович Ростовский, Александр Невский.
- 1257 — Александр Невский, Борис Василькович Ростовский, Ярослав Ярославич Тверской, Глеб Василькович Белозёрский (интронизация Берке).
- 1258 — Андрей Ярославич Суздальский.
- 1263 — Александр Невский (умер по возвращении из Орды) и его брат Ярослав Ярославич Тверской, Владимир Рязанский, Иван Стародубский.
- 1268 — Глеб Василькович Белозёрский.
- 1270 — Роман Ольгович Рязанский (убит в Орде).
- 1270 — Василий I Ярославович Костромской ездил в Орду защищать новгородцев от своего брата. великого князя Ярослава III, после чего в 1271 году сопровождал его в Орду на ханский суд.
- 1271 — Ярослав Ярославич Тверской, Василий Ярославич Костромской, Дмитрий Александрович Переяславский, Глеб Василькович Белозёрский.
- 1274 — Василий Ярославич Костромской.
- 1277—1278 — Борис Василькович Ростовский с сыном Константином, Глеб Василькович Белозёрский с сыновьями, Михаил и Фёдор Ростиславовичи Ярославские, Андрей Александрович Городецкий.
- 1281 — Андрей Александрович Городецкий.
- 1282 — Дмитрий Александрович Переяславский, Андрей Александрович Городецкий.
- 1288 — Дмитрий Борисович Ростовский, Константин Борисович Углицкий.
- 1292 — Александр Дмитриевич, сын великого князя Владимирского.
- 1293 — Андрей Александрович Городецкий, Дмитрий Борисович Ростовский, Константин Борисович Углицкий, Михаил Глебович Белозёрский, Фёдор Ростиславович Ярославский, Иван Дмитриевич Ростовский, Михаил Ярославич Тверской.
- 1295 — Андрей Александрович с женой, Иван Дмитриевич Переяславский.
- 1302 — Великий князь Андрей Александрович, Михаил Ярославич Тверской, Юрий Данилович Московский и его младший брат.
- 1305 — Михаил Андреевич Нижегородский.
- 1307 — Василий Константинович Рязанский (убит в Орде).
- 1309 — Василий Брянский.
- 1310 — сын Константина Борисовича Углицкого.
- 1314 — Михаил Ярославич Тверской, Юрий Данилович Московский.
- 1317 — Юрий Данилович Московский, Михаил Ярославич Тверской и его сын Константин.
- 1318 — Михаил Ярославич Тверской (убит в Орде 22 ноября 1319 г.).
- 1320 — Иван I Калита, Юрий Александрович, Дмитрий Михайлович Грозные Очи Тверской.
- 1322 — Дмитрий Михайлович Грозные Очи, Юрий Данилович.
- 1324 — Юрий Данилович, Дмитрий Михайлович Грозные Очи, Александр Михайлович Тверской, Иван I Калита, Константин Михайлович.
- 1326 — Дмитрий Михайлович Грозные Очи, Александр Новосильский (оба убиты в Орде).
- 1327 — Иван Ярославич Рязанский (убит в Орде).
- 1328 — Иван I Калита, Константин Михайлович Тверской.
- 1330 — Фёдор Иванович Стародубский (убит в Орде).
- 1331 — Иван I Калита, Константин Михайлович Тверской.
- 1333 — Борис Дмитриевич. Иван I Калита.
- 1334 — Фёдор Александрович Тверской.
- 1335 — Иван I Калита, Александр Михайлович.
- 1337 — Сын Александра Михайловича Тверского Фёдор послан заложником, Иван I Калита, Симеон Иванович Гордый.
- 1338 — Василий Дмитриевич Ярославский, Роман Белозёрский.
- 1339 — Александр Михайлович Тверской, его сын Фёдор (убиты в Орде), Иван Иванович Рязанский (Коротопол) и его братья Семён Иванович, Андрей Иванович. Иван I Калита вместе с сыновьями Семёном и Иваном.
- 1342 — Симеон Иванович Гордый, Ярослав Александрович Пронский, Константин Васильевич Суздальский, Константин Тверской, Константин Ростовский. Иван Иванович (сын Калиты) с братом Симеоном ездил в Орду к хану Чанибеку.
- 1344 — Иван II Красный, Симеон Иванович Гордый, Андрей Иванович.
- 1345 — Константин Михайлович Тверской, Всеволод Александрович Холмский, Василий Михайлович Кашинский.
- 1347 — Симеон Иванович Гордый и Иван II Красный.
- 1348 — Всеволод Александрович Холмский, Василий Михайлович Кашинский.
- 1350 — Симеон Иванович Гордый, его брат Андрей Иванович Московский, Иван и Константин Суздальские.
- 1353 — Иван II Красный, Константин Васильевич Суздальский.
- 1355 — Андрей Константинович Суздальский, Иван Фёдорович Стародубский, Фёдор Глебович и Юрий Ярославич (спор о Муроме), Василий Александрович Пронский.
- 1357 — Василий Михайлович Тверской, Всеволод Александрович Холмский.
- 1359 — Василий Михайлович Тверской с племянником, князья Рязанские, князья Ростовские, Андрей Константинович Нижегородский.
- 1360 — Андрей Константинович Нижегородский, Дмитрий Константинович Суздальский, Дмитрий Борисович Галицкий.
- 1361 — Дмитрий Иванович (Донской), Дмитрий Константинович Суздальский и Андрей Константинович Нижегородский, Константин Ростовский, Михаил Ярославский.
- 1362 — Иван Белозёрский (отнято княжество).
- 1364 — Василий Кирдяпа, сын Дмитрия Суздальского.
- 1366 — Михаил Александрович Тверской.
- 1370 — Михаил Александрович Тверской (ярлык от Мамая на княжение).
- 1371 — Олег Иванович Рязанский (незаконное отнятие княжества).
- 1371 — Дмитрий Иванович Донской (выкупил сына Михаила Тверского).
- 1372 — Михаил Васильевич Кашинский.
- 1382 — Михаил Александрович Тверской с сыном Александром, Дмитрий Константинович Суздальский прислал двух сыновей — Василия и Симеона — заложниками, Олег Иванович Рязанский (ищет союза с Тохтамышем).
- 1383 — Василий I Дмитриевич послан отцом в орду кланяться Тохтамышу.
- 1384 — Василий I Дмитриевич оставлен залогом 8.000 тыс. рублей московского долга. Бежал из Орды в Молдавию в 1377 г. Через Польшу и Литву вернулся Москву в 19 января 1388 г.
- 1385 — Василий I Дмитриевич (в заложники), Василий Дмитриевич Кирдяпа, Родослав Олегович Рязанский отпущены домой, Борис Константинович Суздальский.
- 1390 — Симеон Дмитриевич и Василий Дмитриевич Суздальские, ранее державшиеся в заложниках в Орде семь лет, вновь вызваны.
- 1392 — Василий I Дмитриевич ездил в Орду. На обратной дороге присоединил к Москве Нижний Новгород и Суздаль.
- 1393 — Симеон и Василий Дмитриевич Суздальские вновь вызваны в Орду.
- 1402 — Симеон Дмитриевич Суздальский, Фёдор Олегович Рязанский.
- 1406 — Иван Владимирович Пронский, Иван Михайлович Тверской.
- 1407 — Иван Михайлович Тверской, Юрий Всеволодович.
- 1410 — Иван Михайлович Тверской.
- 1412 — Василий I Дмитриевич, Василий Михайлович Кашинский, Иван Михайлович Тверской, Иван Васильевич Ярославский.
- 1431 — Василий II Тёмный, Юрий Дмитриевич.